# Kodeks 0258
Kodeks 0258 (Gregory-Aland no. 0258) – grecki kodeks uncjalny Nowego Testamentu na pergaminie, datowany metodą paleograficzną na IV wiek. Nieznane jest miejsce przechowywania rękopisu. Tekst rękopisu nie jest wykorzystywany we współczesnych wydaniach greckiego Nowego Testamentu. 

## Opis
Zachował się fragment 1 pergaminowej karty rękopisu, z greckim tekstem Ewangelii Jana (10,25-26). Fragment ma rozmiar 4,7 na 4,2 cm. Tekst prawdopodobnie był pisany jedną kolumną na stronę, fragment zawiera 5 linijek tekstu. 
Tekst fragmentu w rekonstrukcji: ΤΟΥ ΠΡΣ ΜΟΥ ΤΑΥΤΑ ΜΑΡΤΥΡΕΙ ΠΕΡΙ ΕΜΟΥ ΑΛΛΑ ΥΜΕΙΣ ΟΥ ΠΙΣΤΕΥΕΤΕ ΟΤΙ ΟΥΚ ΕΣΤΕ ΕΚ. Tekst jest zgodny z wydaniami Nestle-Alanda. 
Przynależność tekstualna fragmentu nie została ustalona. Kurt Aland nie zaklasyfikował tekstu rękopisu do żadnej kategorii. 

## Historia
INTF datuje rękopis 0258 na IV wiek . 
Na listę greckich rękopisów Nowego Testamentu wciągnął go Kurt Aland, oznaczając go przy pomocy siglum 0258. Został uwzględniony w II wydaniu Kurzgefasste. Rękopis nie jest wykorzystywany w krytycznych wydaniach greckiego Nowego Testamentu (NA26, NA27, UBS4). 
Nieznane jest miejsce przechowywania rękopisu . Odnotowany został w domie aukcyjnym Sotheby’s w Londynie. Prawdopodobnie jest w prywatnym zbiorze. 